# Liste der Bodendenkmale in Elmshorn
In der Liste der Bodendenkmale in Elmshorn sind die Bodendenkmale der Stadt Elmshorn nach dem Stand der Bodendenkmalliste des Archäologischen Landesamts Schleswig-Holstein von 2016 aufgelistet. Die Baudenkmale sind in der Liste der Kulturdenkmale in Elmshorn aufgeführt.
| Denkmal-ID           | Befundart          | Bezeichnung                                          | Zeitstellung                            | Lage | Bemerkungen | Bild           |
| -------------------- | ------------------ | ---------------------------------------------------- | --------------------------------------- | ---- | ----------- | -------------- |
| aKD-ALSH-Nr. 002 406 | Befestigung > Wall | Landwehr/Wall/Schanze/Panzergraben „Schwedenschanze“ | Frühgeschichte, Neuzeit, Zeitgeschichte |      |             | weitere Bilder |